# Ahmat kán

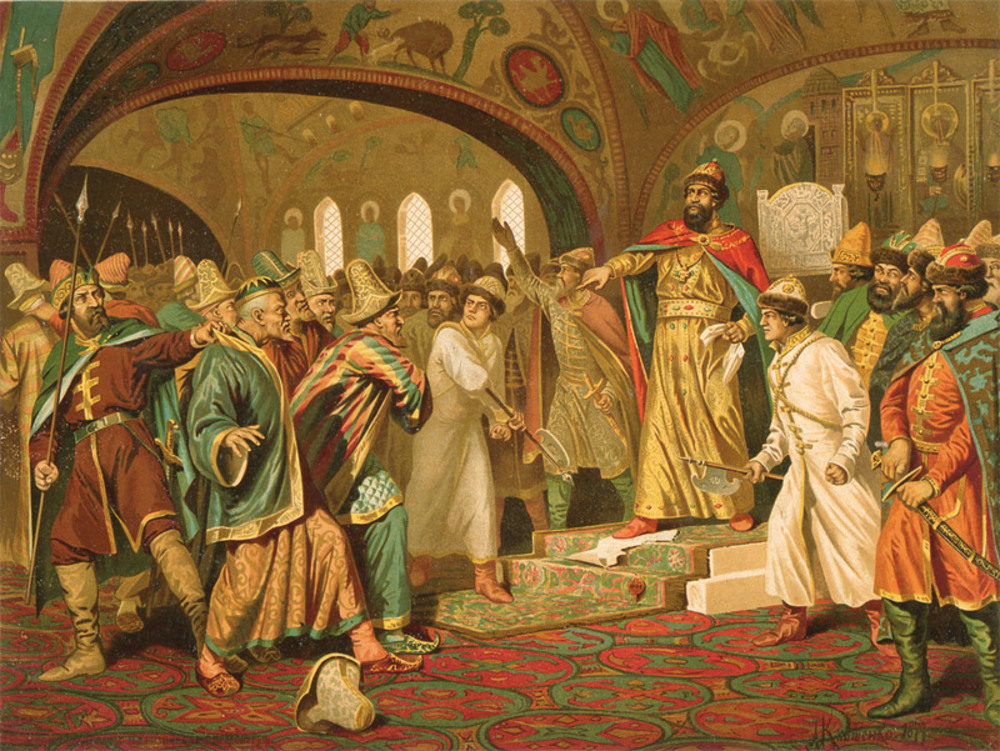
III. Iván orosz cár széttépi Akhmat kán levelét követei szeme láttára.

Ahmat kán (törökösen Ahmed kán, tatárul Əxmət , Әхмәт, arab átírással احمات) (megh.: az Urál melletti sztyeppén, 1481. január 6.) az Arany Horda kánja 1465-től haláláig.

## Élete
Kend Akhamat kán fiaként született, s apja halála után lépett trónra. Mindjárt uralkodása elején háborúba keveredett a krími kánsággal, amely önállósulni akart az Arany Hordától. Mivel a háborút elvesztette, a testvére Mahmud kazanyi kán egy időre letette az uralkodói székből, amelyre csak 1468-ban ülhetett vissza.

Uralkodása alatt törekedett a hanyatló Arany Horda belső szervezetének megerősítésére és a szakadozó részkánságok feletti hatalom megszilárdítására. Belpolitikája eredményesnek mutatkozott, amelyhez hozzájárult, hogy a kormányfői tisztségekbe tett beglerbégjei is igen tehetséges politikusok voltak.
1469-ben eredményes háborút folytatott a szibériai, kazanyi és nogaji kánsággal szövetségben az üzbég fejedelem ellen.
1470-ben hadjáratot vezetett Moldva ellen, de III. István vajdától vereséget szenvedett a lipniți-i csatában. Bár az ütközetben elvesztette egyik testvérét és fia is fogságba került,  Asztrahánnyal szemben már eredményesen lépett fel, ahol az ott uralkodó egyik unokaöccse robbantott ki lázadást. 1476-ban a korábban moldvai segítséggel elűzött pártfogoltját I. Meñli Girejt újból a Krím élére állították, azt azonban már nem tudta megakadályozni, hogy az rövidesen az Oszmán Birodalom hűbéresévé váljék.

Oroszországgal szemben sem tudott döntést kicsikarni, mert III. Iván orosz cár végleg lerázta a tatár igát, noha Akhmat csapatai nem egyszer komoly pusztítást vittek végbe az országban. Hogy az orosz cárt sakkban tartsa, IV. Kázmér Andrással, Lengyelország királyával és a Litvániával próbált szövetségre lépni, aki egykor még halálos ellensége volt, mivel Moldvával közösen alakítottak szövetséget Meñli Girej ellen. Moszkvának pedig Magyarország kínált segítséget Akhmat ellen, hogy ezáltal támogatást kapjon a fenyegető török terjeszkedés megállítására, de Akhmat szerencséjére III. Iván és II. Ulászló nem fogott össze. Ezzel szemben Iván az Arany Hordával újból ellenséges viszonyba helyezkedő krími kánnal próbált szövetséget kötni, és Akhmat számára fenyegetést jelentett az Oszmán Birodalom is.
1472-ben betört Oroszországba, de a moszkvai sereg visszavonulásra késztette hadait. A következő években diplomáciai úton próbálta rábírni az oroszokat, hogy újból fizessenek adót a Hordának, válaszul a cár a kán követeinek szeme láttára tépte szét levelét. A vita újból háborút eredményezett a két állam között, de Ahmed ebből sem tudott döntést kihozni, mert a cár ágyúkkal felszerelt seregével nem mert nyílt csatába bocsátkozni és a lengyelek sem támadtak Moszkvára.
Élete végén háborúba keveredett a szibériai kánsággal és az egyik csatában megölték. Halála után alig másfél évtizeddel az Arany Horda is szétesett.